# Kaja Juvan
Kaja Juvan (ur. 25 listopada 2000 w Lublanie) – słoweńska tenisistka, mistrzyni juniorskiego Wimbledonu 2017 w grze podwójnej dziewcząt.

## Kariera tenisowa
W rozgrywkach zawodowych zadebiutowała w maju 2015 roku, biorąc udział w turnieju rangi ITF w Velenje, gdzie odpadła w drugiej rundzie. Na swoim koncie ma wygranych osiem turniejów w grze pojedynczej i jeden w grze podwójnej rangi ITF.
W 2017 roku triumfowała w rozgrywkach deblowych dziewcząt podczas Wimbledonu, gdzie w parze z Olgą Danilović pokonała w finale Catherine McNally i Whitney Osuigwe.
W 2018 została podwójną złotą medalistką igrzysk olimpijskich młodzieży w Buenos Aires – w grze pojedynczej i podwójnej (w parze z Igą Świątek), czyniąc to jako pierwsza tenisistka w historii.
Jest reprezentantką kraju w rozgrywkach Pucharu Billie Jean King.
5 kwietnia 2023 poinformowała o zawieszeniu kariery z przyczyn osobistych, jednak po paru miesiącach powróciła do profesjonalnych rozgrywek.

## Historia występów wielkoszlemowych
Legenda
     W, wygrany turniej
     F, przegrana w finale
     SF, przegrana w półfinale
     QF, przegrana w ćwierćfinale
     xR, przegrana w x rundzie
     A, brak startu
     NH, turniej nie odbył się

### Występy w grze pojedynczej
| Australian Open        | A   | A   | A   | Q2  | 1R  | 3R | 1R | 2R  | 2R  | A  | 0 / 5  | 4 – 5   |  |  |  |  |  |  |  |  |  |  |  |  |  |  |
| French Open            | A   | A   | A   | 1R  | 2R  | 1R | 2R | Q2  | A   | Q3 | 0 / 4  | 2 – 4   |  |  |  |  |  |  |  |  |  |  |  |  |  |  |
| Wimbledon              | A   | A   | A   | 2R  | NH  | 3R | 3R | 2R  | A   | 1R | 0 / 5  | 6 – 5   |  |  |  |  |  |  |  |  |  |  |  |  |  |  |
| US Open                | A   | A   | A   | A   | 2R  | 2R | 1R | 3R  | A   |    | 0 / 4  | 4 – 4   |  |  |  |  |  |  |  |  |  |  |  |  |  |  |
|                        |     |     |     |     |     |    |    |     |     |    |        |         |  |  |  |  |  |  |  |  |  |  |  |  |  |  |
| Ranking na koniec roku | 717 | 555 | 174 | 133 | 104 | 98 | 88 | 104 | 599 |    | 0 / 18 | 16 – 18 |  |  |  |  |  |  |  |  |  |  |  |  |  |  |

### Występy w grze podwójnej
| Australian Open        | A    | A | A | A | A  | A   | 2R  | A | A | A | 0 / 1 | 1 – 1 |  |  |  |  |  |  |  |  |  |  |  |  |  |  |  |
| French Open            | A    | A | A | A | A  | A   | 2R  | A | A | A | 0 / 1 | 1 – 1 |  |  |  |  |  |  |  |  |  |  |  |  |  |  |  |
| Wimbledon              | A    | A | A | A | NH | 1R  | 1R  | A | A | A | 0 / 2 | 0 – 2 |  |  |  |  |  |  |  |  |  |  |  |  |  |  |  |
| US Open                | A    | A | A | A | A  | A   | A   | A | A |   | 0 / 0 | 0 – 0 |  |  |  |  |  |  |  |  |  |  |  |  |  |  |  |
|                        |      |   |   |   |    |     |     |   |   |   |       |       |  |  |  |  |  |  |  |  |  |  |  |  |  |  |  |
| Ranking na koniec roku | 1066 | – | – | – | –  | 152 | 225 | – | – |   | 0 / 4 | 2 – 4 |  |  |  |  |  |  |  |  |  |  |  |  |  |  |  |

### Występy w grze mieszanej
Kaja Juvan nigdy nie startowała w rozgrywkach gry mieszanej podczas turniejów wielkoszlemowych.

### Występy juniorskie w grze pojedynczej
| Turniej         | 2015 | 2016 | 2017 | 2018 | Tytuły |
| --------------- | ---- | ---- | ---- | ---- | ------ |
| Australian Open | A    | 1R   | A    | A    | 0 / 1  |
| French Open     | A    | A    | 1R   | A    | 0 / 1  |
| Wimbledon       | A    | 1R   | 1R   | A    | 0 / 2  |
| US Open         | A    | 1R   | A    | A    | 0 / 1  |

### Występy juniorskie w grze podwójnej
| Turniej         | 2015 | 2016 | 2017 | 2018 | Tytuły |
| --------------- | ---- | ---- | ---- | ---- | ------ |
| Australian Open | A    | 1R   | A    | A    | 0 / 1  |
| French Open     | A    | A    | 2R   | A    | 0 / 1  |
| Wimbledon       | A    | SF   | W    | A    | 1 / 2  |
| US Open         | A    | SF   | A    | A    | 0 / 1  |

## Finały turniejów WTA
| Legenda                   | Legenda |
| ------------------------- | ------- |
| Wielki Szlem              |         |
| Igrzyska olimpijskie      |         |
| WTA Tour Championships    |         |
| od 2021                   |         |
| WTA 1000 (obowiązkowe)    |         |
| WTA 1000 (nieobowiązkowe) |         |
| WTA 500                   |         |
| WTA 250                   |         |
| WTA 125                   |         |

### Gra pojedyncza 1 (0–1)
| Końcowy wynik | Nr | Data         | Turniej   | Nawierzchnia | Przeciwniczka    | Wynik finału           |
| ------------- | -- | ------------ | --------- | ------------ | ---------------- | ---------------------- |
| Finalistka    | 1. | 21 maja 2022 | Strasburg | Ceglana      | Angelique Kerber | 6:7(5), 7:6(0), 6:7(5) |

### Gra podwójna 1 (1–0)
| Końcowy wynik | Nr | Data            | Turniej     | Nawierzchnia | Partnerka         | Przeciwniczki                | Wynik finału |
| ------------- | -- | --------------- | ----------- | ------------ | ----------------- | ---------------------------- | ------------ |
| Zwyciężczyni  | 1. | 7 sierpnia 2021 | Kluż-Napoka | Ceglana      | Nateła Dzałamidze | Katarzyna Piter Majar Szarif | 6:3, 6:4     |

## Finały turniejów WTA 125

### Gra pojedyncza 1 (0–1)
| Końcowy wynik | Nr | Data        | Turniej    | Nawierzchnia | Przeciwniczka | Wynik finału |
| ------------- | -- | ----------- | ---------- | ------------ | ------------- | ------------ |
| Finalistka    | 1. | 4 maja 2025 | Saint-Malo | Ceglana      | Naomi Ōsaka   | 1:6, 5:7     |

## Finały turniejów ITF
| turnieje z pulą nagród 100 000 $ (W100) |
| turnieje z pulą nagród 80 000 $ (W80)   |
| turnieje z pulą nagród 60 000 $ (W75)   |
| turnieje z pulą nagród 40 000 $ (W50)   |
| turnieje z pulą nagród 25 000 $ (W35)   |
| turnieje z pulą nagród 15 000 $ (W15)   |
| turnieje z pulą nagród 10 000 $         |

### Gra pojedyncza 13 (8–5)
| Rezultat     |    | Data       | Turniej       | ($)      | Naw.    | Przeciwniczka       | Wynik            |
| Finalistka   | 1. | 12/06/2016 | Velenje       | 10 000   | Ceglana | Gabriela Pantůčková | 6:4, 2:6, 0:6    |
| Zwyciężczyni | 1. | 16/10/2016 | Bol           | 10 000   | Ceglana | Tena Lukas          | 6:3, 6:1         |
| Finalistka   | 2. | 05/03/2017 | Hammamet      | 15 000   | Ceglana | Camilla Scala       | 6:2, 5:7, 2:6    |
| Zwyciężczyni | 2. | 18/06/2017 | Maribor       | 15 000   | Ceglana | Nina Potocnik       | 6:4, 6:2         |
| Zwyciężczyni | 3. | 05/05/2018 | Balatonboglár | 25 000   | Ceglana | Raluca Șerban       | 6:4, 6:1         |
| Finalistka   | 3. | 02/06/2018 | Andiżan       | 25 000   | Twarda  | Sabina Sharipova    | 4:6, 2:6         |
| Zwyciężczyni | 4. | 23/06/2018 | Ystad         | 25 000   | Ceglana | Andreea Roșca       | 2:6, 7:5, 6:1    |
| Finalistka   | 4. | 14/07/2018 | Turyn         | 25 000   | Ceglana | Andreea Roșca       | 1:6, 1:6         |
| Zwyciężczyni | 5. | 02/09/2018 | Bagnatica     | 25 000+H | Ceglana | Jasmine Paolini     | 6:7(8), 6:1, 7:5 |
| Zwyciężczyni | 6. | 28/10/2018 | Pula          | 25 000   | Ceglana | Polina Lejkina      | 3:6, 6:1, 6:2    |
| Finalistka   | 5. | 31/03/2019 | Pula          | 25 000   | Ceglana | Jil Teichmann       | 6:7(3), 0:6      |
| Zwyciężczyni | 7. | 08/04/2019 | Pula          | 25 000   | Ceglana | Alexandra Cadanțu   | 6:1, 3:0 krecz   |
| Zwyciężczyni | 8. | 01/06/2025 | Brescia       | 60 000   | Ceglana | Julia Grabher       | 6:7(1), 5:7      |

### Gra podwójna 2 (1–1)
| Rezultat     |    | Data       | Turniej | ($)       | Naw.    | Partnerka      | Przeciwniczki                   | Wynik          |
| Zwyciężczyni | 1. | 22/10/2016 | Bol     | 10 000    | Ceglana | Lea Bošković   | Mariana Dražić Ani Mijačika     | 4:6, 7:5, 10–4 |
| Finalistka   | 1. | 12/12/2020 | Dubaj   | 100 000+H | Twarda  | Aliona Bolsova | Ekaterine Gorgodze Ankita Raina | 4:6, 6:3, 6–10 |

## Finały juniorskich turniejów wielkoszlemowych

### Gra podwójna (1)
| Końcowy wynik | Rok  | Turniej   | Nawierzchnia | Partnerka      | Przeciwniczki                     | Wynik finału |
| Zwyciężczyni  | 2017 | Wimbledon | Trawiasta    | Olga Danilović | Catherine McNally Whitney Osuigwe | 6:4, 6:3     |